# Everything Needs Love
Everything Needs Love – singel Shinichi Osawy wykonany z BoA wydany 20 listopada 2002 roku.
Singel został umieszczony na albumie Shinichi Osawy Next Wave.

## Lista utworów
- Płyta gramofonowa (20 listopada 2002)[1]

A1 „Everything Needs Love” – 6:39
A2 „Everything Needs Love” (Piano-pella) – 6:45
B1 „Everything Needs Dub” – 7:23
B2 „Everything Needs Love” (Instrumental) – 6:38
- Płyta gramofonowa (2002)[2]

A „Everything Needs Love” (Club Mix)
B1 „Everything Needs Dub”
B2 „Fight For Your Right” (Boris Dlugosch & Michi Lange Mix)
- CD singel, CD maxi-singel (2003)[3]

1. „Everything Needs Love” – 6:39
2. „Everything Needs Love” (Piano-pella) – 6:45
3. „Everything Needs Dub” – 7:23
4. „Everything Needs Love” (Instrumental) – 6:37

## Notowania na Listach przebojów
| Kraj    | Lista (2002) | Najwyższa pozycja |
| ------- | ------------ | ----------------- |
| Japonia | Top 20       | 12                |